# Индустријска зона Норд (Бергамо)
Индустријска зона Норд је насеље у Италији у округу Бергамо, региону Ломбардија.
Према процени из 2011. у насељу је живело 68 становника. Насеље се налази на надморској висини од 181 м.